# Ursula Langendorf
Ursula Langendorf (* 17. Januar 1953 in Kronach) ist eine deutsche Politikerin (Die Grünen).
Langendorf besuchte nach der Volksschule ein Gymnasium, an dem sie im Jahr 1973 das Abitur machte. Anschließend studierte sie Agrarwissenschaften an der Georg-August-Universität Göttingen, an der sie im Jahr 1979 einen Abschluss als Diplom-Agraringenieurin mit der Fachrichtung Wirtschafts- und Sozialwissenschaften erwarb. Sie engagierte sich früh in der ländlichen Jugend- und Erwachsenenbildung. Vom Jahr 1980 bis zu ihrer Wahl in den Niedersächsischen Landtag war sie wissenschaftliche Angestellte bei der Bundesforschungsanstalt für Landwirtschaft (FAL). Sie veröffentlichte mehrere Forschungsarbeiten, unter anderem über die Auswirkungen des EG-Bergbauernprogramms und über Lebensverhältnisse in ländlichen Räumen.
Langendorf trat im Jahr 1980 der SPD bei, aus der sie 1982 wegen der aus ihrer Sicht inkonsequenten Friedens- und Frauenpolitik bereits wieder austrat. Sie arbeitete fortan in der Grün-Alternativen Bürgerliste in Hildesheim mit und trat 1984 der Partei Die Grünen bei. Für die Grünen war sie in der elften Wahlperiode vom 21. Juni 1986 bis zum 20. Juni 1990 Mitglied des Niedersächsischen Landtages. In dieser Zeit war sie in den Jahren 1986 bis 1987 und wieder von 1989 bis 1990 stellvertretende Vorsitzende der Landtagsfraktion.
Langendorf arbeitete später im Niedersächsischen Ministerium für Umwelt, Energie und Klimaschutz. Im Jahr 2015 war als Beraterin tätig.

## Werke (Auswahl)
- Ursula Langendorf, Wilhelm Peters: Vergleichende Untersuchung der Wirkungen der Ausgleichszulage gemäß RL 75/268/EWG, Titel II, in ausgewählten benachteiligten Gebieten der Europäischen Gemeinschaft. Institut für Strukturforschung Bundesforschungsanstalt für Landwirtschaft, Braunschweig 1982, S. 157.
- Ursula Langendorf: Die Ausgleichszulage: Ein Beitrag zur Verhinderung der Entleerung benachteiligter Regionen der EG? In: Berichte über Landwirtschaft: Zeitschrift für Agrarpolitik und Landwirtschaft. Band 63, Nr. 1, 1985, S. 46–59.
- Margit Fink, Ursula Langendorf: Auswirkungen der Wirtschafts- und Währungsunion auf die Beschäftigungssituation, Lebenshaltung und Versorgungslage ländlicher Haushalte in den neuen Bundesländern. Bundesforschungsanst. für Landwirtschaft Braunschweig-Völkenrode (FAL), Braunschweig 1992, S. 46.
- Ursula Langendorf (Hrsg.): Leitfaden zur Naturschutzfinanzierung in der EU-Förderperiode 2014–2020. NABU, Berlin 2015, S. 38.